# 2. Sinfonie (Schmidt)
Die Sinfonie in Es-Dur für großes Orchester ist die zweite Sinfonie des Komponisten Franz Schmidt. Sie entstand in den Jahren 1911 bis 1913 und wurde 1913 in Wien uraufgeführt.

## Satzbezeichnungen
1. Lebhaft
2. Allegretto con variazioni
  - Einfach und zart
  - Var. I  in demselben Zeitmaß
  - Var. II Etwas fließender
  - Var. III Schnell und leicht
  - Var. IV. Schnell (Dasselbe Zeitmaß)
  - Var. V. Sehr schnell
  - Var. VI. Langsam und ruhig
  - Var. VII. Sehr schnell
  - Var. VIII. Sehr leidenschaftlich, nicht zu schnell
  - Var. IX Scherzo. Sehr lebhaft
  - Var. X  Trio. Sehr ruhig. Tempo I Scherzo
3. Finale. Langsam. Ruhig und fließend
  - Etwas lebhafter

Die Spieldauer beträgt ca. 50 Minuten.

## Besetzung
- kl. Flöte, 3 gr. Flöten, 2 Oboen, Englischhorn, Klarinette in Es, 3 Klarinetten, Bassklarinette, 2 Fagotte, Kontrafagott
- 8 Hörner, 4 Trompeten, 3 Posaunen, Kontrabasstuba
- Pauken, Schlagwerk
- Streicher

## Entstehungsgeschichte
Die zweite Sinfonie in Es-Dur entstand nach früheren Skizzen im Wesentlichen während der Sommermonate der Jahre 1912 und 1913, in den Jahren, in denen die Arbeitsbelastung des Komponisten am höchsten war: Den Dienst als Cellist des philharmonischen Hofopernorchesters quittierte er 1914, weil die Tätigkeit als Professor am Konservatorium mit den Orchesterdiensten nicht mehr vereinbar schien.
Die Uraufführung der Zweiten Sinfonie dirigierte deren Widmungsträger, Hofkapellmeister Franz Schalk, am 3. Dezember 1913. Die Wiener Philharmoniker nahmen das Werk ihres ehemaligen Kollegen im Herbst 1914 in ihre Konzertprogramme auf.

## Analyse
Schmidt gelang in jener Lebensphase sein vom Umfang her gewaltigstes sinfonisches Werk, das – zwei Jahre nach dem Tod Gustav Mahlers – noch einmal Bilanz zu ziehen scheint: während Mahler durch Zerbrechen der klassischen Formen den Weg in die Moderne gewiesen hatte, vereint Schmidt in seiner Zweiten noch einmal die wichtigsten architektonischen Schemata seit dem Barock: Fugentechnik, Variationen- und Sonatenform, auf handwerklich höchstem Niveau, klanglich in spätromantischer, nachwagnerscher Ekstatik durch ein Riesenorchester realisiert.
Das kombinatorische Raffinement ist dabei von eminenter Virtuosität. Schon die Antwort auf die Frage, wie viele Sätze diese Sinfonie habe, fällt schwer: Ein erster Eindruck vermittelt die Idee einer dreisätzigen Form: ein Sonaten-Allegro („Lebhaft“, Es Dur, 4/4) am Beginn, ein Variationssatz („Allegretto con Variazioni“, B-Dur, 3/8) im Zentrum, ein kontrapunktisch reiches Finale („Langsam“, es-Moll, 4/4) mit strahlendem Es-Dur-Schlusschoral zum Ausklang.
Doch der Schein trügt. Nach dem klangschwelgerischen Eingangsallegro mit seinem lyrisch-euphorischen H-Dur-Seitensatz, vereint der Mittelsatz das Variations-Prinzip mit der klassisch-romantischen Scherzo-Form: Variation Nr. 9 stellt das Scherzo dar und wird nach dem Trio (konsequenterweise die Variation Nr. 10) wiederholt. Somit umfasst der Variationen-Block die beiden Mittelsätze der „klassischen“ Sinfonie.
Damit nicht genug der Querverbindungen: Dem Finale, einem Rondo, ist eine langsame „Einleitung“ vorangestellt, eine groß angelegte Fuge, deren Thema als Variante Nr. 11 des Variationsthemas aus dem zweiten Satz gelesen werden kann. Müßig zu sagen, dass dieses Thema bei genauer Analyse auch eng verwandt mit dem Hauptthema des ersten Satzes der Sinfonie ist, das im Verlauf des Finales ebenfalls wieder aufgenommen wird – womit die motivisch-thematische Einheit in der gesamten, etwa 50 Minuten dauernden Komposition gewährleistet wäre. 
Gesteigert wird der Zusammenhalt noch durch die hymnische Schluss-Steigerung, die aus dem Rondo herauswächst: Die magyarischen Klänge der Variation Nr. 8 aus dem zweiten Satz kehren wieder und münden in eine triumphale Variante des Variationsthemas. Dessen Metamorphose ist vollständig. Aus der „einfach und zart“ zu musizierenden, fast volksliedartig schlichten Melodie, die sich zwischendurch schon einmal ein Ländler-Scherzo verwandelt hatte, ist ein grandioser Choral geworden, dessen Wirkung am ehesten mit dem Schluss der fünften Sinfonie Anton Bruckners vergleichbar ist. Bei Schmidt wird der Choral zu einer Art Apotheose der sinfonischen Form schlechthin: als Krönung einer Komposition, die handwerkliche Techniken der barocken und klassischen europäischen Musik noch einmal zusammenführt.

## Rezeption
Bedeutende (auf Tonträgern greifbare) Interpretationen dieses auch spieltechnisch äußerst komplexen, daher selten gespielten Werks lieferten die Wiener Philharmoniker unter Dimitri Mitropoulos, Erich Leinsdorf und Semjon Bytschkow. Studio-Aufnahmen gibt es u. a. unter den Dirigenten Neeme Järvi (Chicago Symphony) und Fabio Luisi (Orchester des MDR, Leipzig).